# 李鳳彪
李 鳳彪（り ほうひょう、1959年10月 - ）は、中華人民共和国の軍人。河北省安新県出身。階級は上将である。現職は中国人民解放軍西部戦区政治委員。中国共産党第19期中央委員会委員。

## 経歴
1959年10月、河北省安新県で生まれる。1978年、中国人民解放軍に入隊。2005年、空降兵第44師師長。2007年、中国人民解放軍空軍空降兵第15軍参謀長。2011年7月、同軍長に進む。2013年、第12期全国人民代表大会代表（議員）に選出される。2014年12月、成都軍区副司令員の職に就き、2016年1月、中国人民解放軍中部戦区副司令員兼参謀長に昇任。2019年4月、中国人民解放軍戦略支援部隊司令員に移る。2021年6月、中国人民解放軍西部戦区政治委員に転じる。
2008年に少将に叙される。2016年7月に中将。2019年12月に上将。